# Quebrada Alizar
Quebrada Alizar är ett periodiskt vattendrag i Bolivia.   Det ligger i departementet Cochabamba, i den centrala delen av landet, 190 km norr om huvudstaden Sucre.
I omgivningarna runt Quebrada Alizar växer i huvudsak städsegrön lövskog. Runt Quebrada Alizar är det glesbefolkat, med 11 invånare per kvadratkilometer.